# Liberalizm kompleksowy
Liberalizm kompleksowy – nurt liberalizmu w stosunkach międzynarodowych. Łączy założenia liberalizmu instytucjonalnego, ekonomicznego i idealistycznego. Przedstawicielem był Immanuel Kant, który akceptował twierdzenie Hobbesa, że stanem natury jest stan walki. Widział jednak możliwości przezwyciężenia go poprzez zmianę świadomości społecznej, zmianę ustroju państw oraz oparcie stosunków międzynarodowych na pewnych zasadach.
Wstępne warunki koncepcji wiecznego pokoju Kanta:
- warunek szczerości,
- warunek terytorialnej integracji,
- warunek zdelegalizowania pokoju,
- warunek rozbrojenia,
- warunek niezaciągania długów na potrzeby wojny.